# 빌리 제인
빌리 제인(Billy Zane, 1966년 2월 24일 ~ )은 미국의 배우이다.

## 출연 작품
- 타이타닉
- 온리 유
- 툼스톤
- 공포의 바다
- 삼손 - 발렉 왕 역
- 고스트 오브 워 - 엥겔 박사 역